# Føringsstøtteregimentet
Føringsstøtteregimentet (indtil 2019 kaldet Telegrafregimentet) er et regiment indenfor den danske hær. Regimentet blev oprettet i 1951 med det formål at uddanne og udstyre enheder til at støtte den danske hær i krigstid med kommando, kontrol og kommunikation. Enhederne ved regimentet nedsætter kommando-, kontrol- og kommunikationsinfrastrukturen ved at oprette et køretøjsbaseret mikrobølge-radioudstyrsnet af informationscentre i en masketopologi. Netværket er designet til at være sikkert, krypteret og vanskeligt at neutralisere. Udover radionetværk etablerer regimentet også mobile militære hovedkvarterer, der skal anvendes af hæren.

## Historien bag Regimentet
Historien om telegrafregimentet kan dateres helt tilbage til 1867, hvor den første danske signalenhed blev stiftet. Den 1. januar 1914 opnåede denne status af en bataljon under Ingeniørregimentet. Den 1. november 1947 besluttede Forsvarsministeriet at flytte signalbataljonen fra det tekniske regiment til at tjene direkte under generalkommandoen. Signalbataljonen blev senere delt i to bataljoner. Den 1. november 1951 fik de to bataljoner status af regimenter og blev navngivet som henholdsvis Sjællandske Telegrafregiment og Jyske Telegrafregiment. Det Sjællandske Telegrafregiment blev knyttet til landstyrkerne i COMMAND EAST og det Jyske Telegrafregiment blev knyttet til landstyrkerne i COMMAND WEST.
I 1989, hvor den kolde krig nærmede sig sin afslutning besluttede folketinget at fusionere de to regimenter til et enkelt med base i Fredericia, idet dog en bataljon forblev på Sjælland på Antvorskov Kaserne indtil 2001. Denne beslutning blev foretaget den 1. januar 1992, og det nye regiment fik navnet Telegrafregimentet.

## Struktur og organisation
Føringsstøtteregimentet består af en stab og nedenstående enheder. 
Regimentet består af fire bataljoner:
- 1 Føringsstøtte Bataljon
- 2 Føringsstøtte (incl: DCM kompagniet i Haderslev)
- 3 CIS OPS  Bataljon
- Command Support Bataljon

## Garnison, kaserner og baser
Regimentet har base i Fredericia, garnisoneret på Ryes Kaserne. Kasernen blev bygget i 1950'erne og grænser op til Hyby Fælled, som bliver brugt som øvelsesområde. Regimentet opererer også Hyby Fælled uden for Fredericia. Øvelsesområdet er åbent for offentligheden, dog kun til fods eller på cykel og kun i områder hvor der ikke foregår øvelser.
Tidligere har regimentet tillige haft til huse på Bülows Kaserne og i byerne Høvelte, Aarhus, Randers, Tønder, Slagelse og Rønne.